# Diego de Guzmán Haros
Diego de Guzmán Haros (ur. w 1566 w Ocañi, zm. 21 stycznia 1631 w Ankonie) – hiszpański kardynał.

## Życiorys
Urodził się w 1566 roku w Ocañi. Studiował na Uniwersytecie w Salamance, gdzie uzyskał doktoraty z prawa i teologii. Był członkiem hiszpańskiej inkwizycji i kanonikiem kapituły w Toledo. 14 marca 1616 roku został wybrany patriarchą Indii Zachodnich, a 16 kwietnia – tytularnym arcybiskupem Tyru. W 1625 roku został arcybiskupem Sewilli. 19 listopada 1629 roku został kreowany kardynałem in pectore. Jego nominacja na kardynała prezbitera została ogłoszona na konsystorzu 15 lipca 1630 roku. W 1629 roku udał się na Węgry, by uczestniczyć w ślubie Ferdynanda III i Marii Anny Habsburg. W drodze powrotnej miał zamiar wstąpić do Rzymu, by odebrać kapelusz kardynalski i kościół tytularny, jednak zmarł 21 stycznia 1631 roku w Ankonie.